# 荒井秀吉
荒井 秀吉（あらい ひでよし、1941年（昭和16年）4月16日 - 1997年（平成9年）3月11日）は、昭和から平成時代の政治家。実業家。茨城県結城市長。

## 経歴
茨城県出身。1964年（昭和39年）学習院大学政経学部卒業。
1957年（昭和32年）荒井綿業に入社、専務。1967年（昭和42年）より結城市議会議員を3期務める。結城市議時代は自由民主党に所属した。1978年（昭和53年）より茨城県議会議員を1期務めた。1987年（昭和62年）結城市長に当選し、3期目在任中に死去した。